# East Africa Command
L'East Africa Command est un commandement de l'armée britannique. Jusqu'en 1947, celui-ci était sous le contrôle direct du Conseil de l'armée et par la suite, devint la responsabilité du Commandement du Moyen-Orient.
La formation était une expansion de l'East Africa Force qui vit le jour en août 1940,. Il fut réformé en tant que commandement en septembre 1941 par le général William Platt et couvrait l'Afrique du Nord-Est, l'Afrique de l'Est et l'Afrique centrale britannique. Jusqu'en 1944, il dirigea la British Military Mission to Ethiopia. Il établit son propre réseau de renseignement pendant le soulèvement des Mau Mau en 1952. Pendant la répression du soulèvement, le commandement contrôla les 39e, la 49e et 70e brigades d'infanterie. Plus tard, la 70e brigade (East African) devint la base de l'armée indépendante du Kenya.
D'autres unités répertoriées dans l'histoire du Kenya Regiment comme étant au Kenya de 1952 à 1956 comprennent le Battle School, Tracker School, Kenya Regiment TF, Kenya Regiment Training Centre and Heavy Battery. Les organisations policières répertoriées comprenaient la police du Kenya, la réserve de la police du Kenya, l'escadre aérienne de la réserve de la police du Kenya, les forces auxiliaires, la force Dobie (dissoute depuis) et les unités des services généraux. Les bataillons KAR répertoriés comprenaient 3e KAR (Kenya), 4e KAR (Ouganda), 5e KAR (Kenya), 6e KAR (Tanganiyka), 7e et 23e KAR (Kenya), 26e KAR (Tanganyika), 156e East African Heavy Anti-Aircraft Battery RA et l'Escadron de voitures blindées d'Afrique de l'Est. Il y avait un total de onze bataillons d'infanterie britannique (dont le 1er bataillon, les Lancashire Fusiliers, 1er bataillon, The Buffs, 1er RHR, 1er bataillon, la Brigade des fusiliers britannique), 39e Corps Engineer Regiment RE, 73e Indian Field Engineer Squadron RE, bâtiment Section RE, Royal Army Veterinary Corps Tracker Dogs, RAMC Unit Hospital Nairobi, Nyeri, Nanyuki, plus le No. 1340 Flight RAF (North American T-6 Texan), éventuellement d'autres unités RAF Harvard et Lincoln. La 24e brigade d'infanterie stationna au Kenya jusqu'en 1964 et le commandement a maintenu un système de renseignement commun reliant le Tanganyika, l'Ouganda et le Kenya jusqu'en 1964 au moins.
Cela n'empêcha pas des troubles d'éclater le 24 janvier 1964 dans les lignes du 11e fusiliers Kenyans à Lanet Barracks, près de Nakuru. Le soulèvement fut rapidement réprimé et des cours martiales ordonnées ; l'unité a finalement été dissoute. L'East Africa Command fut dissous en 1964 et remplacé par les Forces terrestres britanniques au Kenya.